# Кальдерон, Габриэль
Габриэ́ль Умбе́рто Кальдеро́н (исп. Gabriel Humberto Calderón; род. 7 февраля 1960, Росон) — аргентинский футболист, атакующий полузащитник. Выступал за сборную Аргентины. Серебряный призёр чемпионата мира 1990 года, участник чемпионата мира 1982 года, бронзовый призёр Кубка Америки 1989 года, чемпион мира среди молодёжных команд 1979 года.

## Карьера

### Клубная
Сделал свои первые шаги в футболе в аргентинском клубе «Эль-Порвенир». За свою карьеру футболиста Кальдерон сменил немало клубов, включая «Расинг» и «Индепендьенте» из Аргентины, «Бетис» из Испании. Во французском чемпионате выступал за «Пари Сен-Жермен».

### В сборной
Был в составе сборной Аргентины, выигравшей чемпионат мира среди юниоров в 1979 году. Играл в 1982 году на чемпионате мира в Испании. Пропустил победный для аргентинцев чемпионат мира 1986 года в Мексике. На чемпионате мира 1990 года в Италии в составе сборной участвовал в финале против сборной ФРГ, потерпев от неё поражение с минимальным счётом 0:1.

### Тренерская
После ухода на пенсию в течение некоторого времени работал в качестве комментатора на телевидении. После этого решил начать карьеру тренера. С 1997 по 2000 тренировал французский футбольный клуб «Кан». В 2002 году уехал в Швейцарию, где в период с 2002 по 2003 год тренировал «Лозанну».
В конце 2004 года Кальдерон стал наставником национальной сборной Саудовской Аравии, где успешно руководил командой, в итоге выведя её в финальную стадию Кубка мира 2006 года в Германии. Тем не менее в декабре 2005 года был уволен из сборной Саудовской Аравии за ужасную игру команды в Азиатских играх.
9 апреля 2007 года Кальдерон стал главным тренером сборной Омана. Через короткое время 13 января 2008 года был отправлен в отставку, из-за того что не соблюдал планов подготовки команды.

## Достижения

### Командные
Сборная Аргентины
- Серебряный призёр чемпионата мира: 1990
- Бронзовый призёр Кубка Америки: 1989

 «Индепендьенте»
- Чемпион Аргентины: 1983М
- Серебряный призёр чемпионата Аргентины (2): 1982М, 1983Н
- Бронзовый призёр чемпионата Аргентины: 1981Н

 «Реал Бетис»
- Финалист Кубка испанской лиги: 1986

 «Пари Сен-Жермен»
- Серебряный призёр чемпионата Франции: 1988/89

 «Сьон»
- Чемпион Швейцарии: 1991/92
- Серебряный призёр чемпионата Швейцарии: 1990/91